# Затъмнение (роман)
 Тази статия е за романът от поредицата „Здрач“.  За астрономичното явление вижте Затъмнение.  
„Затъмнение“ е третата книга от сагата „Здрач“ от Стефани Майър. В нея се доразказва историята на 18-годишната Бела Суон и нейният любим вампир, Едуард Кълън. Предходната книга от поредицата е „Новолуние“, а следващата – „Зазоряване“. Книгата е пусната на 7 август 2007 с първоначален тираж от 1 милион копия,  като само през първите 24 часа са продадени над 150 000.

## Сюжет
Внимание:  Текстът по-долу разкрива сюжета на произведението (или части от него)!
Историята започва с откритието, че в Сиатъл се случват поредица неразгадани убийства, а за които Едуард подозира, че са причинени от новороден вампир, който не може да контролира жаждата си. Едуард и Бела попълват молби за колеж, и Бела обяснява на Едуард, че иска отново да се види с Джейкъб – нейният приятел върколак. Междувременно, Алис Кълън има видение, че Виктория – вампирът, който преследва Бела, се е върнала в града. Въпреки че Едуард се тревожи за нейната безопасност, Бела настоява, че Джейкъб и останалите върколаци от неговата глутница никога не биха я наранили, и той ѝ позволява да ги посещава от време на време.
Няколко дни по-късно, Бела изявява желание да прави любов с Едуард, преди да бъде превърната във вампир. Едуард първоначално отказва, обяснявайки на Бела, че би могъл много лесно да я убие. Все пак, разбирайки колко много това би означавало за нея, той се съгласява да опитат да го направят някога в бъдещето, но само ако са женени. Въпреки че не изпитва особено желание за брак, Бела си дава сметка, че това да прекара вечността с Едуард означава за нея много повече от каквото и да е, тя приема неговото предложение.
Бела и семейство Кълън разбират, че убийствата в Сиатъл са извършение от „армия“ новородени вампири, контролирани или от Виктория, или от клан вампири, известен като Волтури. Кълънс се съюзяват с върколаците, за да могат да се преборят с тази заплаха. Докато всички останали се подготвят за битка, Едуард и Бела отиват в планината, където да се скрият по време на боя по молба на Бела, а по-късно към тях се присъединява Джейкъб и Сет Клиъруотър – млад член на върколаците.
На сутринта, Джейкъб дочува Едуард и Бела да обсъждат годежа си и първоначално го мисли за сън, но въпреки това много се разстройва. Той заплашва да се присъедини към битката и да бъде убит, защото Бела не го обича. За да го спре, тя го целува и разбира, че обича и него. Виктория стига до Бела, проследявайки миризмата на Едуард и той е принуден да се бие с нея, въпреки желанието на Бела да го задържи при себе си, в безопасност. След битката остава само един новороден – Бри Танър (за почвече информация – Краткият втори живот на Бри Танър), която се е отказала да се бие. Всъщност, тя се е присъйденила в битката само и само защото вярвала, че Диего, нейният любим е на фронтовата линия, но топй се оказва убит още много по-рано. След като Виктория и нейната армия са разбити, Бела обяснява на Джейкъб, че макар да го обича, любовта и към Едуард е по-силна и тя не може да живее без него. След като получава покана за сватбата от смирения Едуард, Джейкъб приема формата на вълк и хуква, искайки да избяга от болката, която чувства, бесен на Бела за решението и да стане вампир.
Романът може да се сравни с „Брулени хълмове“ на Емили Бронте.

## Корица
На корицата на книгата се вижда скъсана панделка. Въпреки че се предполага, че тя е показана публично през май 2007, на Бела на Затъмнението, официалният сайт на Барнс & Ноубъл и Стефани Майър показва новата корица през март 2007, заедно с кратък предварителен преглед на съдържанието на книгата. Скъсаната панделка представлява избор, както Бела трябва да избира между любовта си към Едуард-вампира и приятелството си с върколака Джейкъб Блек. Майър също така заявява, че панделката се свързва и с идеята, че Бела не може напълно да се откъсне от своя човешки живот.

## Предварително разпространение
На 25 юли, се случва инцидент, подобен на предварителното разпространение на седмата книга за Хари Потър. Книжарниците на Барнс&Ноубъл случайно изпращат предварително копия на „Затъмнение“ до някои клиенти, които са си поръчали книгата предварително. Обяснението е за компютърна грешка, тъй като целият им онлайн магазин е компютъризиран.
С цел да няма „изтичане на информация“, много фенсайтове са затворени. Стефани Майър заключва и коментарите си в MySpace. В открито писмо до един от фен сайтовете, авторката моли „щастливите читатели“ да запазят края за себе си, докато останалите фенове на сагата получат своя шанс също да се порадват на книгата.

## Критика
„Затъмнение“ също получава смесена критика.
LoveVampires.com заявява, че „Възрастните читатели вероятно няма твърде да харесат тревогите около една тийнейджърска връзка, но ако сте харесали предишните книги на авторката, значи и тук ще откриете доста забавление“. На това основание, те дават на произведението четири и половина от възможни пет звезди.
Ан Ройер от School Library Journal казва „Майър знае, че нейните фенове искат това: трепети и много романтика и тя им го дава“."

Селби Гибсън-Бойс от Tulsa World пише: "Прочетох я без да спирам от началото до края. Самата книга не можа да се отлепи от ръката ми. Съвсем същото се случи и със „Здрач“ и „Новолуние“."
Въпреки това, обаче, DearAuthor.com заявява, че „е ясно след като е взето решението Бела да бъде превърната във вампир, цялото естествено напрежение се изпарява и авторката трябва да си измисля един след друг фалшиви конфликти, за да запази историята интересна“ и дава на книгата оценка С-.
Келън Райс от списание „Бласт“ критикува книгата като сексистка, твърдейки, че Майър не само дава на двамата си герои една нездрава, дори оскърбителна връзка, но я романтизира и идеализира."